# Sprog
 For alternative betydninger, se Sprog (flertydig). (Se også artikler, som begynder med Sprog)
Et sprog er et struktureret kommunikationssystem. Sprog er i bredere forstand en kommunikationsmetode, der involverer brugen af særligt menneskelige – sprog.
Det videnskabelige studium af sprog kaldes lingvistik. Spørgsmål om sprogfilosofi, som om ord kan repræsentere oplevelser, er debatteret siden Gorgias og Platon i Antikkens Grækenland. Filosoffer som Jean-Jacques Rousseau har argumenteret for, at sproget har sin oprindelse i følelserne, mens andre som Kant har fastholdt, at det stammer fra rationelle og logiske tanker. Filosoffer i det 20. århundrede som Wittgenstein har argumenteret for, at filosofi i virkeligheden blot er studiet af sprog. Store lingvister er Ferdinand de Saussure og Noam Chomsky.
Der er et sted mellem 5.000 og 7.000 menneskesprog i verden. Ethvert estimat afhænger af distinktion (dikotomi) mellem sprog og dialekt. Naturlige sprog tales eller tegnes, men alle sprog kan kodes via sekundære medier ved hjælp af auditive, visuelle eller taktile stimuli – som skrift, fløjtning, tegning eller braille. Det skyldes, at menneskesprog er uafhængigt af  modalitet. Afhængigt af filosofiske perspektiver om definitionen af sprog og betydning kan ordet "sprog" som generelt begreb henvise til den kognitive evne til at lære og bruge systemer til kompleks kommunikation - eller til at beskrive det regelsæt, der udgør disse systemer - eller det sæt ytringer, der kan produceres fra de regler. Alle sprog afhænger af processen semiose for at kunne relatere tegn til bestemt betydning. Tale-, tegn- og taktile sprog indeholder et fonologisk system, der bestemmer, hvordan symboler anvendes til at danne sekvenser kendt som ord eller morfemer, og et syntaktisk system, der bestemmer, hvordan ord og morfemer kombineres til sætninger og ytringer.
Menneskesprog har de lingvistiske egenskaber produktivitet og displacement, og afhænger fuldstændigt af sociale konventioner og indlæring. Deres komplekse struktur muliggør en langt bredere vifte af udtryk end noget kendt system af dyrs kommunikation. Sprog menes at have oprindelse i, da tidlige abemennesker gradvist begyndte at ændre deres primat-kommunikationssystemer, udviklede indlevelsesevne (ofte kaldet Theory of Mind) og en delt intentionalitet. Denne udvikling tænkes at være sket samtidigt med en forøgelse af hjernevolumen, og mange lingvister anser sprogets strukturer for at være udviklet til specifikke kommunikative og sociale funktioner. Sprog bearbejdes i mange dele af hjernen, men især i Brocas og Wernickes område. Mennesker udvikler sproget gennem social interaktion i den tidlige barndom, og børn taler normalt flydende, når de er tre år gamle. Brugen af sprog er dybt forankret i menneskers kultur, og derfor har det udover sin strengt kommunikative anvendelse mange sociale og kulturelle betydninger som en indikator på identitet, social stratificering og til social pleje og underholdning.
Sprog udvikles og diversificeres, og deres evolutionshistorie kan rekonstrueres ved sammenligning af moderne sprog for at afgøre, hvilke træk deres stamsprog må have haft, for at de senere udviklingstrin har kunnet finde sted. En gruppe sprog, der nedstammer fra en fælles stamsprog kaldes en sprogfamilie. Den indoeuropæiske familie er den mest udbredte og omfatter så forskelligartede sprog som dansk, engelsk, russisk og hindi; den sinotibetanske familie omfatter mandarin og de andre kinesiske sprog, bodo og tibetansk; den afroasiatiske familie omfatter arabisk, somali og hebraisk; Bantusprogene omfatter swahili og zulu og hundredvis af andre sprog talt i Afrika; og de malajopolynesiske sprog omfatter indonesisk, malajisk, tagalog og hundredvis af sprog talt i Stillehavsområdet. De dravidiske sprog, der hovedsageligt tales i det sydlige Indien, omfatter tamil, telugu, malayalam og kannada.

## Definitioner
Det danske ord sprog kommer af middelnedertysk sprake afledt af spreken ('tale') eller rent bogstaveligt 'sprøjte ord ud'. Til sammenligning kommer mange andre europæiske sprogs ord for sprog - eksempelvis det engelske ord language - fra det urindoeuropæiske ord for "tunge, tale, sprog" gennem Latin lingua, "sprog; tunge" (heraf ordet lingvistik) og oldfransk language. Ordet 'sprog' bruges somme tider til at henvise til koder, chifferskrift og andre former for kunstigt konstruerede kommunikationssystemer som formelt definerede computersprog, der bruges til computerprogrammering. I modsætning til konventionelle menneskesprog er et formalsprog i denne forstand et system af tegn til indkodning og afkodning af information. I den traditionelle lingvistiske forståelse af sprog begrænses definitionen af "sprog" dog til egenskaber ved naturlige menneskesprog.
"Sprog" har to primære betydninger i lingvistik: et abstrakt begreb og et specifikt lingvistisk system som "fransk". Den schweiziske lingvist Ferdinand de Saussure, som definerede lingvistik som en moderne disciplin, var den første til eksplicit at formulere distinktionen ved at bruge det franske ord langage om sprog som begreb, langue om en specifik forekomst af et sprogsystem og parole om den konkrete brug af tale på et bestemt sprog.
Om sprog som et generelt begreb, kan der anvendes definitioner, som lægger vægt på forskellige aspekter af fænomenet. Disse definitioner medfører også forskellig tilgang til og forståelse af sprog, og de ligger også til grund for forskellige og ofte inkompatible skoler inden for lingvistisk teori. Diskussioner om sprogets natur og oprindelse går helt tilbage til Antikkens Grækenland, hvor filosoffer som Gorgias og Platon diskuterede forholdet mellem ord, begreber og virkelighed. Gorgias argumenterede for, at sprog hverken kunne repræsentere den objektive erfaring eller den menneskelige oplevelse, og at kommunikation og sandhed derfor var umulig. Platon fastholdt, at kommunikation er mulig fordi sprog repræsenterer ideer og begreber, som eksisterer uafhængigt af og før sproget.
I Oplysningstidens debat om menneskehedens oprindelse blev det moderne at spekulere om sprogets oprindelse. Tænkere som Rousseau og Herder mente, at sproget havde sin oprindelse i følelsernes instinktive udtryk, og at det oprindeligt var tættere på musik og poesi end på det logiske udtryk af rationelle tanker. Rationalistiske filosoffer som Kant og Descartes mente det modsatte. Omkring begyndelsen af det 20. århundrede begyndte tænkere at spekulere på sprogets rolle i at danne vores oplevelse af verden – og hvorvidt sprog blot reflekterer verdens objektive struktur, eller om det skaber begreber, som det derefter pålægger vores oplevelse af den objektive verden. Det førte til spørgsmålet, om alle filosofiske problemer først og fremmest er lingvistiske. Genopblomstringen af det syn, at sprog spiller en betydelig rolle i skabelsen og cirkuleringen af begreber, og at filosofiske studier essentielt er sprogstudier, er associeret med det, der er blevet kaldt den sproglige vending og med filosoffer som Wittgenstein i det 20. århundredes filosofi. Disse diskussioner om sprogets rolle i forhold til betydning og henvisning, kognition og bevidsthed er fortsat aktive i dag.

### Sprog som mental evne, organ eller instinkt
En definition anser primært sprog som den mentale evne, der tillader mennesker at deltage i lingvistisk adfærd: at lære sprog og at producere og forstå ytringer. Den definition lægger vægt på universaliteten af sprog for alle mennesker, og på det biologiske grundlag for menneskets kapacitet til sprog som en unik udvikling af menneskehjernen. Som argument for det synspunkt, at driften til at tilegne sig sprog er medfødt hos mennesker, er det faktum, at alle kognitivt normale børn, der opdrages i et miljø med sprog  vil tilegne sig det selv uden formel instruktion. Sprog kan sågar udvikles spontant i miljøer, hvor mennesker lever eller vokser op uden et fælles sprog; for eksempel kreolsprog og spontant udviklede tegnsprog som nicaraguansk tegnsprog. Dette synspunkt, som kan spores til Kant og Descartes, anser sprog som hovedsageligt medfødt - for eksempel som det ses i Chomskys teori om universel grammatik eller den amerikanske filosof Jerry Fodors ekstreme innatiske teori. Disse typer definitioner anvendes ofte i sprogstudier indenfor et kognitive videnskabeligt framework og indenfor neurolingvistik.

### Sprog som formelt symbolsk system
En anden definition anser sprog som et formelt system af tegn, der styres af grammatiske regler om kombination til at kommunikere betydning. Denne definition lægger vægt på at menneskesprog kan beskrives som lukkede strukturelle systemer, der består af regler som relaterer bestemte tegn til bestemte betydninger. Dette strukturalistiske syn på sprog blev introduceret af Ferdinand de Saussure, og hans strukturalisme er fortsat grundlaget for mange tilgange til sprog.
Nogle fortalere for Saussures syn på sprog har talt for en formel tilgang, som studerer sprogstruktur ved at identificere dens grundlæggende elementer, og derefter præsentere en formel redegørelse for de regler, som elementerne kombineres til ord og sætninger i henhold til. Den centrale fortaler for sådan en teori er Noam Chomsky, der formulerede den generative teori om grammatik, og som har defineret sprog som konstruktionen af sætninger, der kan genereres ved hjælp af transformationel grammatik. Chomsky anser disse regler for værende et medfødt aspekt af menneskesindet, og for at udgøre ansatserne til, hvad et sprog er. Som kontrast anvendes sådanne transformationel grammatik også ofte i formel logik, i formelle grammatikteorier og i anvendt datalingvistik. Indenfor sprogfilosofien blev synspunktet, at betydning ligger i de logiske relationer mellem propositioner og virkelighed, udviklet af filosoffer såsom Alfred Tarski, Bertrand Russell og andre formelle logikere.

### Sprog som kommunikationsværktøj
En anden definition betragter sprog som et kommunikationssystem, der gør mennesker i stand til at udveksle verbale eller symbolske ytringer. Denne definition lægger vægt på sprogets sociale funktioner og det faktum, at mennesker anvender det til at udtrykke sig selv og til at manipulere objekter i deres miljø. Funktionel grammatik er et felt, der forklarer grammatiske strukturer ud fra deres kommunikative funktioner, og forstår sprogets grammatiske strukturer som resultatet af en tilpasningsproces hvorved grammatikken blev "skræddersyet" til at tjene brugernes kommunikative behov.
Dette syn på sprog er associeret med pragmatiske, kognitive og interaktive sprogstudier, såvel som med sociolingvistik og lingvistisk antropologi. Funktionalistiske teorier studerer ofte grammatik som dynamiske fænomener, som strukturer der altid er under forandring, da de bliver anvendt af deres talere. Dette syn lægger vægt på studiet af lingvistisk typologi eller klassificering af sprog i henhold til strukturelle egenskaber, da det kan demonstreres, at grammatikaliseringsprocesser har en tendens til at følge baner, der delvist afhænger af typologi. Indenfor sprogfilosofien associeres det syn, at pragmatik er centralt for sprog og betydning ofte med Wittgensteins senere værker og med sprogfilosoffer som J.L. Austin, Paul Grice, John Searle og W.O. Quine.

### Særlige aspekter ved menneskesprog
En række egenskaber adskiller menneskesprog fra andre kendte kommunikationssystemer som dyresprog. Mange af disse egenskaber er beskrevet af Charles Hockett og kaldes designegenskaber.
Andre dyrs kommunikationssystemer som biers eller menneskeabers, er lukkede systemer, der består af et begrænset, ofte meget begrænset, antal ideer, der kan udtrykkes. I modsætning hertil er menneskesprog grænseløst og produktivt. Det betyder, at det lader mennesker producere en bred vifte af ytringer ud fra et begrænset sæt af elementer og lader dem skabe nye ord og sætninger. Det er muligt, da menneskesprog er baseret på en dobbelt kode, hvorved et begrænset antal elementer, som i sig selv er meningsløse (lyde, bogstaver eller håndbevægelser) kan kombineres til at danne et uendeligt antal større betydningsenheder (ord og sætninger). Et studie har dog vist, at den australsk fugl, det kastanjekronet buenæb, kan bruge de samme akustiske elementer i forskellige arrangementer til at skabe to funktionelt forskellige vokaliseringer. Herudover har den sorthvide larmdrossel demonstreret en evne til at generere to funktionelt forskellige vokaliseringer bestående af den samme lydtype, som kun kan adskilles ved antallet af gentagede elementer.
Flere dyrearter har vist sig i stand til at udvikle kommunikationsformer gennem social indlæring: for eksempel lærte bonoboaben Kanzi at udtrykke sig ved brug af et sæt symbolske leksigrammer. På lignende vis lærer mange fugle og hvaler deres sange ved at imitere artsfæller. Mens nogle dyr kan tilegne sig et stort antal ord og symboler, har ingen dog været i stand til at lære lige så mange forskellige tegn som et 4-årig barn, eller noget nær menneskesprogs komplekse grammatik.
Menneskesprog adskiller sig også fra dyrs kommunikationssystemer ved at anvender grammatiske og semantiske kategorier som navneord (substantiver) og udsagnsord (verber), nutid (præsens) og datid (præteritum), som kan anvendes til at udtrykke meget komplekse betydninger. Menneskesprog er også unikke vad at have rekursivitet: for eksempel kan en navneordssætning indeholde en anden navneordssætning (som "[[chimpansen]s læber]"), eller en sætning kan indeholde en anden sætning (som "[Jeg ser [solen skinner]]"). Menneskesprog er også det eneste kendte naturlige kommunikationssystem, hvis tilpasningsevne kan kaldes modalitetsuafhængigt. Det vil sige, at det kan bruges til kommunikation gennem flere kanaler eller medier. For eksempel anvender talt sprog den auditive modalitet, mens tegnsprog og skrift anvender den visuelle og brailleskrift anvender den taktile modalitget.
Menneskesprog er også usædvanligt i sin evne til at henvise til abstrakte begreber og forestillede eller hypotetiske begivenheder såvel som begivenheder, der fandt sted i fortiden eller kan ske i fremtiden. Denne evne til at henvise til begivenheder, der ikke finder sted i samme tid eller rum som talebegivenheden kaldes displacement, og mens nogle typer dyrekommunikation kan anvende displacement (om hvordan bier kan videregive oplysninger om nektar, der ikke umiddelbart kan ses), så betragtes den grad hvortil det anvendes i menneskesprog som unik.

## Oprindelse
Der findes flere teorier om sprogets oprindelse, der hver især afhænger af deres grundlæggende antagelser om, hvad sprog er. Nogle teorier er baseret på ideen om, at sprog er så komplekst, at det er usandsynligt, at det blot kom fra ingenting og til sin nuværende form, og at det derfor må have udviklet sig fra tidligere præ-lingvistiske systemer blandt førmenneskelige forfædre. Disse teorier kan kaldes kontinuitetsbaserede teorier. Det modsatte synspunkt hævder, at sprog er så unikt et menneskeligt træk at det ikke kan sammenlignes med noget blandt ikke-mennesker, og at det derfor må være fremkommet pludseligt i overgangen fra præ-hominider til det tidlige menneske. Disse teorier kan defineres som diskontinuitetsbaserede. På lignende måde anser teorier baseret på Chomskys generative syn på sprog hovedsageligt sprog som en medfødt evne, der i store træk er genetisk indkodet, hvorimod funktionalistiske teorier anser det som et system der i store træk er kulturelt og indlært gennem social interaktion.
Chomsky er en kendt fortaler for en diskontinuitetsbaseret teori om menneskesprogets oprindelse. Han har udtalt: "at tale om udviklingen af sprogkapaciteten er irrelevant." Han foreslår at måske "fandt en tilfældig mutation sted [...] og den omorganiserede hjernen, implanterede et sprogorgan i en [på alle andre måder] primathjerne." Selvom han advarer mod at tage denne historie for bogstaveligt, insisterer Chomsky på, at "den kan være tættere på virkeligheden end mange andre eventyr, der fortælles om evolutionære processer, heriblandt sprog."

Kontinuitetsbaserede teorier støttes af et flertal af forskere, men hvordan de forestiller sig denne udvikling varierer meget. De, som hovedsageligt ser sprog som medført som psykologen Steven Pinker, mener, at dyrekognition må have gået forud for sproget, mens de, som ser sprog som et socialt indlært kommunikationsværktøj som psykologen Michael Tomasello, mener, det blev udviklet fra dyrekommunikation i primater: enten fra gestus- eller stemmebaseret kommunikation til at assistere ved samarbejde. Andre kontinuitetsbaserede modeller mener, sprog udviklede sig fra musik, et syn der allerede var Rousseau, Herder, Humboldt og Charles Darwins. En fremtrædende fortaler for dette synspunkt er arkæologen Steven Mithen. Stephen Anderson har vurderet, at tilstedeværelsen af talte sprog går 60.000 til 100.000 år tilbage i tiden og at: 
Forskere i sprogs evolutionære oprindelse finder det generelt plausibelt at foreslå at sprog kun blev opfundet en enkelt gang, og at alle moderne talte sprog således på en måde er i familie med hinanden, selv hvis den relation ikke længere kan genvindes ... på grund af begrænsningerne i de tilgængelige rekonstruktionsmetoder.
Fordi sproget kom frem i menneskets tidlige forhistorie, før der fandtes nedskrevne tekster, har dets tidlige udvikling ikke efterladt nogle historiske spor, og det menes, at der ikke kan observeres nogle sammenlignelige processer i dag. Teorier, der lægger vægt på kontinuitet, studerer ofte dyr for at se, om for eksempel primater udviser nogle træk, der kan ses som analoge til, hvad førmenneskelige sprog må have været. Ligeledes kan tidlige menneskefossiler undersøges for spor af fysiske tilpasninger til sprogbrug eller prælingvistiske former for symbolsk adfærd. Blandt de tegn i menneskefossiler, der kan tyde på lingvistiske evner er hjernens størrelse i forhold til kropsmassen, tilstedeværelsen af et strubehoved der kan producere avanceret lyd og udformningen af værktøjer og andre  artefakter.
Der var tidligere bred enighed om, at de førmenneskelige australopithecina ikke havde kommunikationssystemer, der var meget anderledes, end dem man generelt ser hos store menneskeaber. Et studie af Ardipithecus ramidus i 2017 udfordrer dog denne antagelse. Forskere er uenige om udviklingen siden fremkomsten af slægten Homo for 2,5 millioner år siden. Nogle forskere formoder at der har været udvikling af primitive sproglignende systemer (protosprog) helt tilbage hos Homo habilis (2,3 millioner år siden) mens andre først placerer udviklingen af primitiv symbolsk kommunikation med fremkomsten af Homo erectus (for 1,8 millioner år siden) eller Homo heidelbergensis (for 0,6 millioner år siden) og udviklingen af reelt sprog med det anatomisk moderne menneske Homo sapiens i den sene Stenalder for mindre end 100.000 år siden.

## Forskning
Studiet af sprog, lingvistik, er blevet udviklet til en videnskab siden de første grammatiske beskrivelser af bestemte sprog i Indien for mere end 2000 år siden efter udviklingen af Bbahmi-skriftssytemet. Moderne lingvistik er en videnskab, der beskæftiger sig med alle aspekter af sprog og undersøger dem ud fra diverse teoretiske perspektiver.

### Underdiscipliner
Den akademiske forskning i sprog udføres indenfor mange discipliner og fra forskellige teoretiske vinkler, som alle danner basis for moderne tilgange til lingvistik. For eksempel undersøger deskriptiv lingvistik enkelte sprogs grammatik, teoretisk lingvistik udvikler teorier om, hvordan man bedst konceptualiserer og definerer sprogs natur ud fra data fra eksisterende menneskesprog. Sociolingvistik studerer, hvordan sprog anvendes til sociale formål og danner derigennem grundlag for studiet af sprogets sociale funktioner og grammatiske beskrivelse, neurolingvistik forsker i hvordan sprog bearbejdes i menenskehjernen og muliggør eksperimentel afprøvning af teorier, datalingvistik bygger på teoretisk og deskriptiv lingvistik og konstruerer beregningsmodeller af sprog, der ofte sigter mod at behandle naturlige sprog eller teste lingvistiske hypoteser. Endelig er der historisk lingvistik, som anvender grammatiske og leksikale beskrivelser af sprog til at spore deres individuelle historie og rekonstruere sprogfamiliers stamtræ ved hjælp af komparativ metode.

### Tidlige historie
Det formelle studium af sprog menes ofte at være begyndt i Indien med Panini, grammatikeren fra det 5. århundrede f.Kr. som formulerede 3.959 regler for Sanskrit morfologi. Sumeriske skriftkloge studerede dog allerede forskellene mellem sumerisk og akkadisk grammatik omkring 1900 f.Kr. Senere grammatiske traditioner opstod i alle de oldgamle kulturer, der anvendte skriftsprog.
I det 17. århundrede e.Kr. udviklede de franske Port-Royal grammatikere ideen om, at alle sprogs grammatik var en refleksion af universelle grundlæggende tanker, og at grammatik derfor var universelt. I det 18. århundrede udløste den første brug af den komparative metode af den britiske filolog og oldindienekspert William Jones fremkomsten af komparativ lingvistik. Det videnskabelige sprogstudium blev af Wilhelm von Humboldt bredt ud fra indoeuropæisk til sprog mere generelt. Tidligt i det 20. århundrede introducerede Ferdinand de Saussure ideen om sprog som et statisk system af forbundne enheder defineret gennem hinandens modsætninger.
Ved at introducere et skel mellem synkron og diakron sproganalyse lagde han fundamentet for den moderne lingvistik. Saussure introducerede også flere grundlæggende dimensioner af lingvistisk analyse, som stadig er fundamentale indenfor mange moderne lingvistiske teorier som skelnen mellem syntagme og paradigme, og skelnen mellem langue og parole, der skelner mellem sprog som et abstrakt system (langue) og sprog som en konkret manifestation af dette system (parole).

### Moderne lingvistik
I 1960'erne formulerede Noam Chomsky den generative sprogteori. Ifølge denne teori er den mest grundlæggende form for sprog et sæt syntaktiske regler, der er universelle, og som ligger til grund for alle menneskesprogs grammatik. Dette regelsæt kaldes universel grammatik og ifølge Chomsky er det lingvistikkens primære opgave at beskrive det. Hans syn er således, at individuelle sprogs grammatik kun er lingvistisk relevante, såfremt de kan bidrage til at deducere de universelle underliggende regler, hvorfra observerbar lingvistisk variabilitet genereres.
I modsætning til den generative skoles formelle teorier står funktionelle sprogteorier, der mener, at siden sprog grundlæggende er et værktøj, så kan deres struktur bedst analyseres og forstås ved henvisning til deres funktioner. Formelle teorier om grammatik søger at definere sprogets forskellige elementer og beskrive den måde, hvorpå de relateres til hinanden som systemer bestående af formelle regler eller operationer, mens funktionelle teorier søger at definere de funktioner, som sprog varetager, og derefter relaterer dem til de lingvistiske elementer, der udfører dem. Kognitiv lingvistiks framework forstår sprog i begreber, som ligger under sprogets former, og beskæftiger sig primært med hvordan sindet skaber mening gennem sprog.

## Fysiologisk og neural arkitektur
Tale er standardmodaliteten for sprog i alle kulturer. Produktionen af talt sprog afhænger af sofistikerede kapaciteter til at kontrollere læber, tunge og andre dele af stemmeapparatet, evnen til akustisk at afkode sproglyde samt det nødvendige neurologiske apparat til at tilegne sig og producere sprog. Studiet af de genetiske grundlag for menneskesprog er stadig på et tidligt plan: Det eneste gen, der definitivt har kunnet sættes i forbindelse med produktionen af sprog, er FOXP2, som kan forårsage en medfødt talefejl hvis det påvirkes af mutationer.

### Hjernen
Hjernen er det koordinerende center for al lingvistisk aktivitet; den kontrollerer både produktionen af lingvistisk kognition og betydning samt mekanikkerne for taleproduktion. Til trods for dette vides der fortsat meget lidt om sprogets neurologiske grundlag, omend moderne moderne billeddannelsesteknikker har medført flere store opdagelser indenfor neurolingvistikken.
Tidlige studier indenfor neurolingvistik involverede studier af sproget hos mennesker med hjernelæsioner for at se, hvordan læsioner i specifikke områder påvirker sprog og tale. På denne måde opdagede neurovidenskabsmænd i det 19. århundrede, at to områder af hjernen er centrale for den kognitive behandling af sprog. Det første område, Wernickes område, er i den bageste del af gyrus temporalis superior. Personer med en læsion i denne del af hjernen udvikler impressiv afasi, en tilstand hvor der er en væsentlig svækkelse af sprogforståelse, mens tale beholder en naturligt-lydende rytme og en relativt normal sætningsstruktur. Det andet område er Brocas område i den bageste del af gyrus frontalis inferior. Personer med en læsion i dette område udvikler ekspressiv afasi, en tilstand hvor de ved hvad det er de vil sige, men blot ikke kan få det udtrykt. De er typisk i stand til at forstå, hvad der bliver sagt til dem, men er ude af stand til at tale flydende. Der kan også være andre symptomer ved ekspressiv afasi, heriblandt problemer med talegentagelse. Tilstanden påvirker både talt og skrevet sprog. De med denne type afasi udviser også ugrammatisk tale og manglende evne til at anvende syntaktisk information til at afgøre sætningers betydning. Både ekspressiv og impressiv afasi påvirker også brugen af tegnsprog på måder, der er sammenlignelig med, hvordan de påvirker tale, så at ekspressiv afasi får personen til at anvende tegn langsomt og med forkert grammatik, mens impressiv afasi får personen til at anvende tegn flydende, men uden at give mening for andre, og uden selv at kunne forstå andres tegn. Dette viser at svækkelsen specifikt vedrører evnen til at anvende sprog, og ikke fysiologien til produktion af tale.
Med teknologiske fremskridt i slutningen af det 20. århundrede er neurolingvister også blevet i stand til at anvende ikke-invasive teknikker såsom funktionel magnetisk ressonanstomografi (fMRI) og elektrofysiologi til at studere behandlingen af sprog hos individer uden svækkelser.

### Tales anatomi
Talt sprog afhænger af menneskets fysiske evne til at producere lyd, hvilket er en langsgående bælge, der sendes gennem luften ved en frekvens, der er i stand til at vibrere trommehinden. Denne evne afhænger af de menneskelige taleorganers fysiologi. Disse organer består af lungerne, strubehovedet (stemmekassen), og den øvre vokaltragt – halsen, munden og næsen. Ved at kontrollere de forskellige dele af taleapparatet kan luftstrømme manipuleres til at producere forskellige sproglyde.
Lyden af tale kan analyseres som en kombination af segmentære og suprasegmentære elementer. De segmentære elementer er de, der følger hinanden i sekvenser, som normalt repræsenteres af forskellige bogstaver i alfabetiske skriftsystemer. I fritflydende tale er der ikke nogen klar grænse mellem et segment og det næste, og normalt heller ikke nogen hørbar pause mellem dem. Der skelnes derfor mellem segmenter ud fra deres særlige lyde, der er et resultat af deres forskellige artikulationer, og kan være enten vokaler (selvlyde) eller konsonanter (medlyde). Suprasegmentære fænomener er elementer såsom tryk, fonationstype, stemmens klangfarve og prosodi eller intonation, som alle kan have effekt på trværs af flere segmenter.
Konsonant- og vokalsegmenter kombineres til at danne stavelser, som så kombineres til at danne ytringer; disse kan typisk adskilles fonetisk som mellemrummet mellem to inhaleringer. Akustisk er disse forskellige segmenter karakteriseret ved forskellige formantstrukturer, der er synlige på et spektrogram af den optagede lydbølge.
Vokaler er de lyde, der ikke har nogen hørbar friktion forårsaget af indsnævringen eller obstruktionen af nogle dele af den øvre vokaltragt. De varierer i kvalitet i henhold til graden af læbeåbning og tungeplacering i mundhulen. Vokaler kaldes lukket når læberne er relativt lukkede, såsom i udtalelsen af vokalen [i], eller åben når læberne er relativt åbne, såsom med vokalen [a]. Kvaliteten ændres hvis tungen er placeret i den bagerste del af munden, og herigennem opstår vokaler såsom [u]. Kvaliteten ændres også afhængigt af hvorvidt læberne er rundede eller ej, hvorved man kan skelne imellem [i] (urundet fortungevokal) og [y] (rundet fortungevokal).
Konsonanter er de lyder, der indebærer en hørbar friktion eller lukning af den øvre vokaltragt. Konsonantlyde varierer afhængig af artikulation, dvs. stedet i vokaltragten hvor luftstrømmen obstrueres, oftest ved læberne, tænderne, alveolarkammen, ganen, den bløde gane, drøblen eller stemmeridsen. Hvert artikuleringspunkt producerer sit eget sæt af konsonantlyde, der yderligere kan skelnes fra hinanden på deres artikulationsmåde - hvorvidt friktionen sker ved fuldstændig lukning, hvorved konsonanten kaldes okklusiv eller en klusil konsonant, eller om friktionen sker ved forskellige grader af åbning til skabelse af frikative konsonanter og approksimanter. Konsonanter kan også enten være stemte eller ustemte, afhængig af hvorvidt stemmebåndet bliver vibreret af luftstrømmen under produktionen af lyden. Stemthed adskiller således eksempelvis den ustemte sibilant [s] fra den stemte sibilant [z].
Nogle sproglyde, både vokaler og konsonanter, involverer frigivelsen af luftstrøm gennem næsehulen, og disse kaldes nasale eller nasaliserede lyde. Andre lyde defineres af den måde tungen bevæger sig i munden, heriblandt l-lydene (kaldet laterale konsonanter) og r-lydene (kaldet rhotiske konsonanter).
Ved at anvende disse taleorganer kan mennesker producere hundredvis af særlige lyde: nogle figurerer meget ofte i verdens sprog, mens andre er mere udbredte indenfor bestemte sprogfamilier, sprogområder eller kan sågar være unikke for et bestemt sprog.

## Struktur
Når det beskrives som et system af symbolsk kommunikation anses sprog normalt som bestående af tre dele: tegn, betydning og en kode til at forbinde tegn med deres betydning. Studiet af semiose, hvordan tegn og betydning kombineres, bruges og fortolkes, kaldes semiotik. Tegn kan bestå af lyde, fagter, bogstaver eller symboler afhængigt af hvorvidt sproget er talt, tegnet eller skrevet, og de kan kombineres til komplekse tegn såsom ord og sætninger. Når det bruges i kommunikation bliver et tegn indkodet og transmitteret af en afsender gennem en kanal til en modtager, som afkoder det.
Nogle af de egenskaber, der definerer menneskesprog i modsætning til andre kommunikationssystemer, er: det lingvistiske tegns vilkårlighed, dvs. at der ikke er nogen forudsigelig forbindelse mellem et lingvistisk tegn og dets betydning; det lingvistiske systems dualitet, dvs. at lingvistiske strukturer bygges ved at kombinere elementer til større strukturer, der kan ses som lagdelte, for eksempel hvordan lyde bygger ord og ord bygger sætninger; det faktum at de elementer, som lingvistiske tegn konstrueres fra, er separate enheder, f.eks. lyde og ord, der kan skelnes fra hinanden og omarrangeres i forskellige mønstre; og det lingvistiske systems produktivitet, dvs. at det begrænsede antal af lingvistiske elementer kan kombineres til et teoretisk uendeligt antal kombinationer.
De regler hvorved tegn kan kombineres til at danne ord og sætninger kaldes syntaks eller grammatik. Betydningen, der er forbundet med individuelle tegn, morfemer, ord, sætninger og tekster kaldes semantik. Opdelingen af sprog i separate men forbundne systemer af tegn og betydning har rødder helt tilbage i de Saussures første lingvistiske studier, og bruges i dag indenfor næsten alle grene af lingvistikken.

### Semantik
Sprog udtrykker mening ved at relatere en tegnform til en betydning eller dens indhold. Tegnformer skal være noget, der kan erkendes, for eksempel i lyde, billeder eller fagter, og derefter relateres til en specifik betydning gennem social konvention. Lingvistiske tegn kan betragtes som vilkårlige fordi den grundlæggende relation af betydning for de fleste lingvistiske tegn er baseret på konventioner, der etableres socialt og historisk snarere end gennem en naturlig relation mellem en specifik tegnform og dens betydning.[kilde mangler]
På grund af tegnenes vilkårlighed behøver sprog således et mængde af tegn relateret til specifikke betydninger. Det danske tegn "hund" betegner således et medlem af arten Canis familiaris. Den vifte af vilkårlige tegn, der er forbundne til specifikke betydninger i et sprog kaldes sprogets leksikon og et enkelt tegn forbundet til en betydning kaldes et leksem. Ikke alle betydninger i et sprog er repræsenterede af enkelte ord - semantiske begreber er ofte indlejrede i sprogets morfologi eller syntaks i form af grammatiske kategorier.
Alle sprog indeholder den semantiske struktur prædikation: en struktur, der prædikerer en egenskab, tilstand eller handling. Historisk er semantik blevet forstået som værende studiet af hvordan talere og fortolkere tilskriver udsagn en sandhedsværdi, således at betydning forstås som værende processen hvorved et prædikat kan siges at være sandt eller falsk om en entitet, for eksempel "[x [er y]]" eller "[x [gør y]]". I nyere tid er denne semantiske model blevet suppleret af mere dynamiske betydningsmodeller, som inkorporerer delt viden om den kontekst hvori et tegn fortolkes ind i produktionen af betydning. Sådanne modeller udforskes i feltet pragmatik.

### Lyde og symboler
Sprogstruktur kan, alt afhængig af modalitet, baseres på systemer af lyde (tale), fagter (tegnsprog) eller grafiske eller taktile symboler (skrift). Fonologien studerer de måder hvorpå sprog anvender lyde og tegn til at konstruere betydning.
Lyde, der indgår som en del af et lingvistisk system, kaldes fonemer. Fonemer er abstrakte lydenheder, der defineres som et sprogs mindste enheder, som kan tjene til at skelne betydningen mellem et par af minimalt forskellige ord (et såkaldt minimalt par). På dansk danner ordene sin og min eksempelvis et minimalt par, da man ved at udskifte lyden [s] med lyden [m] får et nyt gyldigt ord med egen mening. Alle sprog kontrasterer dog lyde på forskellige måder. For eksempel kan lydene [p] and [b] betragtes som et enkelt fonem i et sprog, der ikke skelner mellem stemte og ustemte konsonanter (såfremt de begge figurerer i sproget), og som følge heraf vil de to udtaler have samme betydning. På lignende måde skelner det engelske sprog eksempelvis ikke fonemisk mellem aspirerede og ikke-aspirerede udtaler af konsonanter, sådan som mange andre sprog såsom koreansk og hindi gør: Det uaspirerede /p/ i det engelske ord spin [spɪn] og det aspirerede /p/ i det engelske ord pin [pʰɪn] betragtes blot som forskellige måder at udtale det samme fonem (sådanne varianter af et enkelt fonem kaldes allofoner), hvorimod man på mandarinkinesisk skelner mellem den samme forskel i udtale mellem ordene [pʰá] 'krybe sammen' og [pá] 'otte' (accenten over á betyder at vokalen udtales med en høj tone).
Alle talesprog har fonemer i mindst to forskellige kategorier, vokaler og konsonanter, som kan kombineres til at danne stavelser. Nogle sprog anvender, udover segmenter såsom konsonanter og vokaler, også lyd på andre måder til at overbringe betydning. Mange sprog anvender for eksempel tryk, vokallængde, tonemer og tone til at skelne mellem betydninger - for eksempel er norsk og svensk unikke blandt indoeuropæiske sprog i deres brug af tonemer, og dansk unikt i sit brug af stødtonen. Disse fænomener kaldes suprasegmentale fordi de opererer udenfor de enkelte segmenters niveau, og det lingvistiske studie af dem kaldes prosodi. Nogle sprog har kun få fonemer, for eksempel rotokas og pirahã der henholdsvis har 11 og 10 fonemer, hvorimod sprog som taa kan have helt op til 141 fonemer. I tegnsprog defineres parallelerne til fonemer (der tidligere blev kaldt keremer) ved fagters grundlæggende elementer, såsom håndens form, retning, placering og bevægelse, som svarer til artikulationsformer i et talt sprog.
Skriftsystemer repræsenterer sprog ved hjælp af visuelle symboler, som somme tider, men ikke altid, svarer til lydene i det talte sprog. Det latinske alfabet (og de alfabeter, der er baseret på det) var oprindeligt baseret på repræsentationen af enkelte lyde således at ord blev konstrueret ud fra bogstaver, der generelt betegnede en enkelt konsonant eller vokal i ordets struktur. I stavelsesskrifter såsom inuktitutsystemet repræsenterer hvert tegn en hel stavelse. I logografiske skriftsystemer repræsenterer hvert tegn et helt ord og har normalt ingen relation til lyden af det ords udtale i talesprog.
Da alle sprog har et meget stort antal ord, findes der inden rent logografiske skriftsystemer. Skriftsprog repræsenterer måden talte lyde og ord følger hinanden ved at arrangere symboler i henhold til et mønster, der følger en bestemt retning. Retningen, der anvendes i et skriftsystem er vilkårlig og etableret ved konvention. Nogle skriftsystemer bruger således den vandrette akse (fra venstre til højre såsom for det latinske skriftsystem, eller fra højre til vanstre såsom i det arabiske skriftsystem), mens andre såsom traditionel kinesisk skrift anvender den lodrette dimension (oppefra og ned). Nogle få skriftsystemer anvender modsatte retninger for skiftende linjer, mens andre, såsom det gamle maya-skriftsystem, kan skrives i en hvilken som helst retning, og afhænger af grafiske indikatorer til at vise læseren læseretningen.
For at repræsentere verdens sprogs lyde på skrift har lingvister udvikler det Internationale fonetiske alfabet, der er designet til at repræsentere alle de selvstændige lyde, der vides at kunne bidrage til betydning i talt menneskesprog.

### Grammatik
Grammatik er studiet af hvordan betydningsfulde elementer kaldet morfemer i et sprog kan kombineres til ytringer. Morfemer kan enten være frie/ubundne eller bundne. Hvis de er frie, hvilket vil sige at de frit kan rykkes rundt i en ytring, kaldes de normalt ord, hvorimod de kaldes affikser, hvis de er bundne til andre ord eller morfemer. Betydningsfulde elementer kan kombineres i et sprog i henhold til bestemte regler. Studiet af reglerne for ords interne struktur kaldes morfologi. Reglerne for sætningers interne struktur kaldes syntaks.

#### Grammatiske kategorier
Grammatik kan beskrives som et kategorisystem og et regelsæt, der afgør hvordan kategorier kan kombineres til at danne forskellige aspekter af betydning. Sprog varierer bredt i hvorvidt de er indkodet gennem brug af kategorier eller leksikale enheder. Flere kategorier er dog så udbredte at de nærmest er universelle - heriblandt indkodningen af grammatiske relationer mellem deltagere og prædikater ved grammatisk at skelne mellem deres relation til et prædikat, indkodningen af tidsmæssige og rumlige relationer på prædikater og et personsystem der styrer henvisninger til, og skelnen mellem, talere, modtagere og dem der tales om.

#### Ordklasser
Sprog organiserer deres taledele i ordklasser i henhold til deres funktioner og placeringer i forhold til andre dele. Alle sprog laver for eksempel en grundlæggende skelnen mellem en gruppe af ord, der prototypisk betegner ting og begreber, og en gruppe af ord, der prototypisk betegner handlinger og begivenheder. Den første gruppe, der for eksempel indeholder de danske ord "hund" og "sang", kaldes normalt navneord (substantiv), mens den anden gruppe, der inkluderer "tænk" og "syng", kaldes udsagnsord (verbum). En anden udbredt kategori er tillægsord (adjektiv): ord, som beskriver egenskaber eller kvaliteter hos navneord, såsom "rød" eller "stor".
Blandt andre ordklasser på forskellige sprog er stedord (pronomen) som henviser til et navneord, eksempelvis "han", "hun", "den", "det", bindeord (konjunktion) såsom "og", "hvis", "fordi", som anvendes til at binde to sætninger sammen, kendeord (artikel) for eksempel "en", "et", "den", "det", som bruges til at introducere et navneord, udråbsord (interjektion) såsom "av!", eller ideofoner såsom "plask" eller "splat", der imiterer en begivenheds lyd. Mange sprog har målord (også kaldet klassifikator), som identificerer tællebare navneord som tilhørende en bestemt type eller havende en bestemt form - for eksempel er det generelle navneords-målord for mennesker på japansk nin (人).
Ordklasser fungerer også som en som en skelnen i grammatikken. Prototypisk anvendes udsagnsord til at konstruere prædikater, mens navneord anvendes som argumenter til prædikater. I en sætning såsom "Lasse løber" er prædikatet "løber", da det er det ord som prædikerer en specifik tilstand om dets argument "Sally". Nogle udsagnsord, såsom "invitere", kan anvende to argumenter, såsom "Lasse inviterer Johanne". Antallet af argumenter som et prædikat kan anvende bestemmer dets transitivitet, således at de prædikater, som kun kan anvende et enkelt argument, kaldes intransitive, mens de, der kan tage to, kaldes transitive.
Ordklasser kan være "åbne" hvis nye ord løbende kan føjes til klassen, eller relativt "lukkede" hvis der er et fastsat antal ord i en klasse. På dansk er både navneord, udsagnsord, tillægsord og stedord eksempelvis åbne, mens klasser såsom og er lukkede. I nogle andre sprog, såsom koreansk, er situationen anderledes, og der kan konstrueres nye stedord, mens antallet af tillægsord er fastsat. Eksempelvis bliver "tre studerende" på koreansk til san-nin no gakusei (三人の学生), hvilket bogstaveligt talt betyder "3 menneske-klassifikator af studerende". "Tre træer" bliver på samme måde til san-bon no ki (三本の木) som bogstaveligt talt betyder "3 klassifikator-for-lange-objekter af træ".

#### Morfologi
Indenfor lingvistikken er morfologi studiet af de interne strukturer, der ligger til grund for komplekse ord og de processer, hvorved ord dannes. I de fleste sprog er det muligt at konstruere komplekse ord, som bygges af flere morfemer. For eksempel kan det danske ord "uventet" analyseres som bestående af de tre morfemer "u-", "vente" og "-t".
Morfemer kan klassificeres i henhold til hvorvidt de er uafhængige morfemer, såkaldte ordstammer, eller om de kun kan eksistere forbundet til andre morfemer. Disse bundne morfemer, affikser, kan yderligere klassificeres i henhold til deres position i forhold til ordstammen: præfikser står før ordstammen, mens suffikser står efter den og infikser indsættes midt i ordstammen. Affikser anvendes til at ændre eller uddybe ordstammens betydning. Nogle sprog ændrer betydningen af ord ved at ændre et ords fonologiske struktur, såsom hvordan det danske ord "vinde" som i datid bliver til "vandt". Denne proces kaldes ablaut. Ydermere skelner morfologien mellem bøjningsprocesser (også kaldet infleksionsprocesser), som ændrer eller uddyber et ord, og afledningsprocessen hvorved der skabes et nyt ord fra et eksisterende et. På dansk har udsagnsordet "synge" således bøjningsformerne "synger" og "sang", som begge er udsagnsord, og de afledte former "sang" og "sanger", der er navneord afledt af udsagnsordet, og i sidstnævntes tilfælde med det agentive suffiks "-er".
Sprog varierer bredt i hvor meget deres orddannelse afhænger af morfologiske processer. I nogle sprog, for eksempel kinesisk, er der ingen morfologiske processer, og al grammatisk information er indkodet syntaktisk ved at danne strenge af enkelte ord. Denne type morfo-syntaks kaldes ofte isolerende, eller analytisk, fordi der næsten er en fuldstændig overensstemmelse mellem et enkelt ord og et enkelt aspekt af betydning. De fleste sprog har ord, der består af flere morfemer, men de varierer i graden hvortil morfemer er adskilte enheder. I mange sprog, især i de fleste indoeuropæiske sprog, kan enkelte morfemer have flere separate betydninger, som ikke kan analyseres i mindre segmenter. Eksempelvis består det latinske ord bonus ("god") af ordstammen bon-, der betyder "god", og suffikset -us, som indikerer hankøn, enkelttal og nominativ kasus. Disse sprog kaldes flekterende sprog og i dem kan flere betydninger 'fusioneres' ind i et enkelt morfem. Det modsatte af flekterende sprog er agglutinerende sprog, som konstruerer ord ved at strenge morfemer sammen i kæder, men hvor hvert morfem er en adskilt semantisk enhed. Tyrkisk er et eksempel på et agglutinerende sprog, hvor ordet evlerinizden, eller "fra jeres hjem", består af morfemerne, ev-ler-iniz-den med betydningerne hus-flertal-din-fra. De sprog, der er mest afhængige af morfologi kaldes normalt polysyntetiske sprog. De kan udtrykke det, der svarer til en hel dansk sætning, i et enkelt ord. Eksempelvis betyder det persiske ord nafahmidamesh "Jeg forstod det ikke", og består af morfemerne na-fahm-id-am-esh med betydningerne, "negation.forstå.fortid.jeg.det". Et andet eksempel, med endnu større kompleksitet, er yupik-ordet tuntussuqatarniksatengqiggtuq, som betyder "Han havde endnu ikke sagt igen at han skulle til at jage rensdyr", og består af morfemerne tuntu-ssur-qatar-ni-ksaite-ngqiggte-uq med betydningerne "rensdyr-jagt-fremtid-sige-negation-igen-tredje.persons.ental.indikativ" og bortset fra morfemet tuntu ("rensdyr") er der ingen af de andre morfemer, som kan eksistere isoleret.
Mange sprog anvender morfologi til at lave krydsreferencer i en sætning. Dette kaldes somme tider kongruensbøjning. For eksempel skal tillægsord i mange indoeuropæiske sprog krydsreferere til det navneord de ændrer med antal, kasus og køn således at det latinske tillægsord bonus, eller "god", bøjes til at stemme overens med et navneord, der er maskulint, enkelttal og nominativ kasus. I mange polysyntetiske sprog krydsrefererer udsagnsord deres subjekter og objekter. I disse typer sprog kan et enkelt udsagnsord inkludere information, der ville kræve en hel sætning på dansk. Et eksempel på baskisk er sætningen ikusi nauzu, eller "du så mig", hvor det datidige hjælpeverbum n-au-zu (sammenligneligt med det danske "gøre") er kongruent med både subjektet (du) udtrykt ved præfikset n-, og med objektet (mig) udtrykt ved suffikset –zu. Sætningen kunne translittereres direkte til "se du-gjorde-mig"

#### Syntaks
En anden måde hvorpå sprog overbringer betydning er gennem ordenes stilling i en sætning. De grammatiske regler for hvordan man producerer nye sætninger fra ord, der allerede kendes, kaldes syntaks. Et sprogs syntaktiske regler afgør hvorfor en sætning på dansk såsom "Jeg elsker dig" har betydning, mens "*elsker dig jeg" ikke har. Syntaktiske regler afgør hvordan ordstillingen og sætningsstrukturen er begrænset, og hvordan de begrænsninger bidrager til betydning. For eksempel betyder de to danske sætninger "slaverne forbandede herren" og "herren forbandede slaverne" to forskellige ting, fordi det grammatiske subjekts rolle indkodes af det navneord der står før udsagnsordet, og det grammatiske objekts rolle indkodes af det navneord, der står efter udsagnsordet. Omvendt betyderde to latinske sætninger Dominus servos vituperabat og Servos vituperabat dominus begge "herren irettesatte slaverne", fordi servos, eller "slaver", er i akkusativ kasus, hvilket viser af de er sætningens grammatiske objekt, mens dominus, eller "herre", er i nominativ kasus, hvilket viser at han er subjektet.
Latin anvender morfologi til at udtrykke skelnen mellem subjekt og objekt, hvorimod dansk anvender ordstilling. Et andet eksempel på hvordan syntaktiske regler bidrager til betydning er reglen om omvendt ordstilling i spørgsmål, som eksisterer i mange sprog. Denne regel forklarer hvorfor sætningen "Lasse taler med Mathilde", når den bliver gjort til et spørgsmål, bliver "Hvem taler Lasse med?" og ikke "Lasse taler med hvem?". Sidstnævnte sætning kan dog anvendes som en måde at placere særligt fokus på "hvem", og dermed ændre spørgsmålets betydning en smule. Syntaks omfatter også reglerne for hvordan komplekse sætninger struktureres ved at gruppere ord sammen i enheder, kaldet fraser, som kan indtage forskellige pladser i en større syntaktisk struktur. Sætninger kan beskrives som bestående af fraser, der er forbundne i en træstruktur, som forbinder fraserne til hinanden i forskellige niveauer.
Sætninger kan ses som bestående af fraser fordi hver frase ville kunne flyttes rundt som et enkeltstående element hvis der blev udført syntaktiske aktiviteter. I sætningen "Katten sad på måtten" er "Katten" eksempelvis en frase og "på måtten" en anden, fordi de ville blive behandlet som enkelte enheder hvis det blev besluttet at lægge fokus på placeringen ved at rykke præpositionsfrasen frem: "[Og] på måtten sad katten". Der er mange forskellige formalistiske og funktionalistiske frameworks, som foreslår teorier, der kan beskrive syntaktiske strukturer, baseret på forskellige antagelser om hvad sprog er og hvordan det bør beskrives, og som hver især ville analysere sætningen på en anderledes måde.

### Typologi og universaler
Sprog kan klassificeres i henhold til deres grammatiske typer. Sprog som tilhører forskellige sprogfamilier har alligevel ofte flere egenskaber tilfælles, og disse delte egenskaber har en tendens til at korrelere. For eksempel kan sprog klassificeres på basis af deres ordstilling, især placeringen af udsagnsordet og dets relaterede bestanddele i en normal, indikativ sætning. På dansk er den normale stilling SVO (subjekt–verbum–objekt): "Slangen(S) bed(V) manden(O)", hvorimod den tilsvarende sætning på det australske sprog gamilaraay ville være d̪uyugu n̪ama d̪ayn yiːy (slange mand bed), SOV. På tysk, som udover at benytte SOV-ordstilling også anvender V2-ordstilling, skal det andet ord i sætningen være et udsagnsord, enten hovedudsagnsordet eller et mådesudsagnsord, og mens den direkte oversatte sætning ville være en SVO-ordstilling, Die Schlange biss den Mann, så ville sætningnen i førnutid (altså svarende til "Slangen har bidt manden") blive til Die Schlange hat den Mann gebissen eller "slangen har manden bidt". Ordstillingstype er en relevant typologisk parameter fordi grundlæggende ord svarer til andre syntaktiske parametre, såsom navneord og tillægsords relative stilling, eller brugen af forholdsord. Sådanne korrelationer er lingvistiske universaler. For eksempel vil de fleste (dog ikke alle) sprog, der anvender SOV-ordstilling have postpositioner, snarere end præpositioner, og have adjektiver før navneord.
Alle sprog strukturerer sætninger i subjekt, udsagnsord (verbum) og objekt, men sprog adskiller sig i måden de klassificerer relationen mellem aktører og handlinger. Dansk anvender nominativ-akkusativ ordtypologi: på dansk behandles subjekterne for både intransitive sætninger ("Jeg løber") og transitive sætninger ("Jeg elsker dig") ens, som det i dette tilfælde ses ved det nominative stedord Jeg. De såkaldte ergative sprog skelner i stedet mellem agenter og patienter. I ergative sprog behandles den enkeltstående deltager i en intransitiv sætning såsom "Jeg løber" på samme måde som patienten i en transitiv sætning, hvilket giver det der på dansk ville svare til "mig løber". Ækvivalenten til det danske stedord "Jeg" bliver i ergative sprog kun anvendt i transitive sætninger. På denne måde kan de semantiske roller lægges henover de grammatiske relationer på forskellige måder, og enten gruppere et intransitivt subjekt med agenter (akkusativ type) eller patienter (ergativ type) eller ligefrem skabe hver af de tre roller forskelligt, hvilket kaldes den tredelte type.
De egenskaber, der deles mellem sprog, som tilhører den samme typologiske klasse kan være opstået helt uafhængigt. Teorier omfatter at de kan være opstået på grund af universelle love, der ligger til grund for alle natursprogs struktur, "sproguniversaler" eller som resultat af at sprog udvikler konvergente løsninger på tilbagevendende kommunikative problemer, som mennesker anvender sprog til at løse.

## Sociale kontekster ved brug og transmission
Selvom mennesker har evnen til at lære et hvilket som helst sprog, gør de kun dette hvis de vokser op i et miljø hvori sproget eksisterer og anvendes af andre. Sprog er derfor afhængigt af et fællesskab af talere, hvori børn tilegner sig sproget fra voksne og jævnaldrende, og efterfølgende selv transmitterer sproget videre til andre. Sprog anvendes af deres talere til at kommunikere og løse en bred vifte af sociale opgaver. Mange aspekter af sprogbrug har tilpasset sig specifikt til disse formål.
På grund af måden hvorpå sprog transmitteres mellem generationer og indenfor fællesskaber, ændrer sprog sig konstant og diversificerer sig enten til nye sprog eller konvergerer på grund af sprogkontakt. Denne proces minder til sammenligning om evolution, hvor en lignende proces med tiden fører til dannelsen af et fylogenetisk træ.
Sprog adskiller sig dog fra biologiske organismer idet de let kan inkorporere elementer fra andre sprog gennem diffusion efterhånden som talere af forskellige sprog kommer i kontakt med hinanden. Mennesker taler også ofte flere sprog, hvor de tilegner sig deres modersmål som børn og efterfølgende lærer nye sprog efterhånden som de bliver ældre. På grund af den øgede sprogkontakt i den globaliserende verden bliver mange sprog udryddelsestruede, da deres talere gradvist begynder at tale andre sprog, der giver mulighed for at deltage i større og mere betydningsfulde talefællesskaber.

### Anvendelse og betydning
Ord har ofte forskellig betydning afhængig af den sociale kontekst de anvendes i. Et vigtigt eksempel på dette er den proces, der kaldes deiksis, som beskriver den måde hvorpå visse ord henviser til bestemte entiteter gennem deres relation mellem et specifikt punkt i tid og rum idet ordet ytres. Eksempler på dette er ordene "jeg" (som angiver den talende person), "nu" (som angiver taleøjeblikket) og "her" (som angiver talens placering). Tegn ændrer ligeledes betydning over tid, efterhånden som de konventioner der bestemmer deres brug gradvist ændrer sig. Deiksis er en vigtig del af måden sprog anvendes til at udpege entiteter i verden. Studiet af hvordan lingvistiske udtryks betydning ændrer sig afhængig af kontekst kaldes derimod pragmatik, og pragmatikken undersøger ofte mønstre i sprogbrug og hvordan disse mønstre bidrager til betydning. For eksempel kan lingvistiske udtryk på alle sprog ikke kun bruges til at transmittere information, men også til at udføre handlinger. Visse handlinger udføres udelukkende gennem sproget, men har alligevel håndgribelige konsekvenser, såsom "navngivning", som skaber et nyt navn for en entitet, eller når en præst ved en vielse udtaler "Jeg erklærer jer hermed for rette ægtefolk at være", hvilket etablerer en social kontrakt i form af et ægteskab. Disse typer handlinger kaldes talehandlinger, omend de også kan udføres gennem skrift eller ved håndtegn.
Den lingvistiske udtryksform svarer ofte ikke til den betydning som den rent faktisk har i en social kontekst. Hvis en person ved et frokostbord eksempelvis spørger en anden "Kan du række mig saltet?" er der normalt ikke tale om en spørgsmål om hvorvidt modtageren kan nå saltet, men snarere en anmodning om at få saltet rakt på tværs af bordet. Denne betydning ligger implicit i den kontekst hvori sætningen udtales og disse typer effekter på betydning kaldes konversationelle implikaturer. Disse sociale regler for passende sprogbrug i særlige situationer, og hvordan ytringer kan forstås i forhold til deres kontekst, varierer kraftigt mellem fællesskaber, og det at lære dem er en stor del af det at tilegnelse sig kommunikativ kompetence på et sprog.

### Tilegnelse
Alle sunde, normalt udviklede mennesker lærer at anvende sprog. Børn tilegner sig oftest de sprog, som de bliver eksponeret for i løbet af deres barndom. Udviklingen er grundlæggende den samme for både børn, der tilegner sig tegnsprog og de der tilegner sig talesprog. Denne læringsproces kaldes modersmålstilegnelse og i modsætning til mange andre typer indlæring så afhænger den ikke af direkte undervisning eller specialiserede studier. I Menneskets afstamning kaldte naturforskeren Charles Darwin denne proces "en instinktiv tendens til at tilegne sig en kunst".
Modersmålstilegnelse sker i typisk i en bestemt rækkefølge, omend der er stor variation i hvornår de forskellige stadier sker hos normalt-udviklede spædbørn. Studier fra 2013 har indikeret at ufødte fostre er i stand til at tilegne sig meget rudimentære aspekter af sprog. Fra fødslen reagerer spædbørn kraftigere på mennesketale end andre lyde. Når de er omkring en måned gamle lader spædbørn til at kunne skelne mellem forskellige sproglyde. Når det er omkring seks måneder gammelt vil et barn begynde at pludre, og producere de første talelyde eller håndforme fra de sprog, der anvendes omkring det. Ord begynder at fremkomme når barnet er omkring 12 til 18 måneder; det gennemsnitlige ordforråd for et 18-måneder-gammelt barn er omkring 50 ord. Et barns første ytringer er holofraser ("hele-sætninger"), ytringer, der kun bruger et enkelt ord til at kommunikere en ide. Nogle måneder efter et barn begynder at producere ord vil det kunne producere ytringer bestående af to ord, og indenfor yderligere få måneder mere vil det begynde at producere telegrafisk tale, eller korte sætninger som er mindre grammatisk komplekse end voksentale, men dog viser regelmæssig syntaktisk struktur. Fra omkring 3-5 års alderen raffineres et barns evne til at tale til et punkt hvor det ligner voksentale.
Tilegnelse af andet- eller yderligere sprog kan ske i alle aldre ved at blive eksponeret for det i dagligdagen eller ved undervisning. Børn, der lærer et andetsprog, er mere tilbøjelige til at opnå modersmålslignende udtryksevner på det, men generelt er det meget sjældent at folk fuldstændigt kan lyde som en indfødt taler på deres andetsprog. En central forskel mellem modersmålstilegnelse og yderligere sprogtilegnelse er at sprogtilegnelsesprocessen for nye sprog er påvirket af de sprog som den studerende allerede kender.

### Kultur
Sprog, forstået som et bestemt fællesskabs bestemte sæt af talenormer, er også en del af talefællesskabets større kultur. Sprog adskiller sig ikke kun i ting såsom udtale, ordforråd og grammatik, men også ved at have forskellige "talekulturer". Mennesker anvender sprog som en måde at signalere identitet med en kulturel gruppe såvel som forskelle fra andre. Selv blandt talere af et sprog findes der flere måder hvorpå man kan anvende det, og hver måde anvendes til at signalere tilhørsforhold til en bestemt undergruppe indenfor en større kultur. Lingvister og antropologer, især sociolingivster, etnolingvister og lingvistiske antropologer, har specialiseret sig i at studere hvordan talemåder varierer mellem talefællesskaber.
Lingvister anvender begrebet "varietet" til at henvise til de forskellige måder hvorpå man kan tale et sprog. Dette begreb omfatter geografiske eller sociokulturelt definerede dialekter såvel som jargon og subkulturers sprogstil. Lingvistiske antropologer og sprogsociologer definerer kommuinikativ stil som de måder hvorpå sprog anvendes og forstås indenfor en bestemt kultur.
Da normer for sprogbrug deles af medlemmer af en specifik gruppe, bliver kommunikativ stil også en mådee at vise og konstruere gruppeidentitet. Lingvistiske forskelle kan blive fremtrædende markører for opdeling mellem sociale grupper, hvor det at tale et sprog med en bestemt accent for eksempel implicit kan indikere medlemskab af en etnisk minoritet eller social klasse, ens ophav eller status som taler af andetsprog. Disse typer forskelle er ikke en del af det lingvistiske system, men er en vigtig del af hvordan mennesker anvender sprog som et socialt værktøj til at konstruere grupper.
Mange sprog har også grammatiske konventioner, som signalerer talerens sociale position sammenlignet med andre gennem brug af registre, der er relateret til sociale hierarkier eller opdelinger. På mange sprog er der således stilistiske eller ligefrem grammatiske forskelle i talemåder mellem mænd og kvinder, ung og gammel eller mellem sociale klasser, ligesom nogle sprog anvender forskellige ord afhængigt af hvem der lytter. For eksempel skal en gift mand, der taler det australske sprog dyirbal, anvende et bestemt sæt ord til at henvise til hverdagsgenstande når kan taler i sin svigermors påhør. Nogle kulturer har detaljerede systemer af "social deiksis", eller systemer der signalerer social afstand gennem lingvistiske midler. På dansk vises social deiksis hovedsageligt i hvorvidt man tiltaler en person "du" eller "De", ved at skelne mellem at addressere nogle personer ved deres fornavn og andre ved deres efternavn og i titler såsom "frøken", "doktor" eller "Deres nåde", samt på måden det forventes at man addresserer kongelige ved eksempelvis "Deres højhed" eller "Deres kongelige højhed", men i andre sprog kan sådanne systemer være meget komplekse og kodificerede igennem hele deres grammatik og ordforråd. For eksempel anvendes forskellige ord i østasiatiske sprog som thai, burmesisk og javanesisk i henhold til hvorvidt en taler addresserer nogen af højere eller lavere social rang end taleren selv i et rangsystem med dyr og børn lavest og guder og kongefamilier øverst.

### Skrivning, læsefærdighed og teknologi
Gennem historien er der blevet opfundet en række forskellige måder at repræsentere sprog i grafiske medier, kaldet skriftsystemer.
Anvendelsen af skrivning har gjort det muligt at opbevare store mængder information udenfor menneskekroppen, og modtage den igen, og tillader kommunikation på tværs af lange afstande, hvilket ellers ville være umuligt. Mange sprog anvender normalt forskellige genrer, stilarter og registre på skrift og tale, og i nogle fællesskaber finder skrivning traditionelt sted på et helt andet sprog end det talte. Der er indikationer på at anvendelsen af skrivning også har en effekt på menneskers kognitive udvikling, måske fordi det at tilegne sig læsefærdigheder generelt kræver eksplicit og formel uddannelse.
Opfindelsen af de første skriftsystemer skete omkring bronzealderens begyndelse i slutningen af det 4. årtusinde f.Kr.. Det sumeriske arkæiske kileskriftsystem og de egyptiske hieroglyffer menes normalt at vlre de tidligske skriftsystemer, og fremkom begge fra tidligere symbolsystemer fra 3400–3200 f.Kr., hvoraf de tidligste sammenhængende tekster stammer fra 2600 f.Kr. Det menes generelt at sumerisk skrift var en uafhængig opfindelse, men det diskuteres hvorvidt egyptisk skrift blev udviklet helt uafhængigt af sumerisk eller om der var tale om kulturel diffusion. En lignende debat eksisterer for kinesisk skrift, som blev udviklet omkring 1200 f.Kr. De præcolumbianske mesoamerikanske skriftsystemer (heriblandt olmekerskrift og mayaskrift) menes generelt at have haft uafhængig oprindelse.

### Ændring
Alle sprog forandrer sig efterhånden som talere indfører eller opfinder nye talemåder, og spreder disse til andre medelemmer af deres talefællesskab. Sprogændringer sker på alle niveauer, fra det fonologiske niveau til ordforråd, morfologi, syntaks og diskurs. Sprogændring er naturligt og uundgåeligt, men anses ofte som negativt af talere af sproget, som betragter forandringer som værende "henfald" eller tegn på at normerne for sprogbrug falder fra hinanden.
Ændringer kan påvirke specifikke lyde eller hele det fonologiske system. Lydændring kan være erstatning af en talelyd med en anden eller et fonologisk særtræk med et enget, det totale tab af en given lyd eller introduktion af en helt ny lyd på et sted hvor der før ikke var nogen. En lydændring kan være betinget hvorved en lyd kun ændres hvis den forekommer i nærhed af bestemte andre lyde. Lydændringer formodes normalt at være regelmæssige, hvilket vil sige at den anvendes mekanisk alle stedet hvor dens strukturelle betingelser eksisterer, uanset eventuelle ikke-fonologiske faktorer. På den anden side kan lydændringer somme tider være sporadiske, og kun påvirke et enkelt eller få ord, uden nogen umiddelbar regelmæssighed. Somme tider kan en simpel ændring udløse et kædeforskydning hvorved et helt fonologisk system påvirkes. Dette skete eksempelvis i de germanske sprog, da den lydændring, der kendes som Grimms lov, påvirkede alle systemets klusile konsonanter. Den oprindelige konsonant *bʰ blev /b/ i de germanske sprog, den tidligere *b blev dermed til /p/ og den tidligere *p blev til /f/. Den samme proces skete for alle de klusile konsonanter, hvilket forklarer hvorfor italiske sprog såsom latin har p i ord som pater og pisces, hvorimod germanske sprog, såsom dansk, har fader og fisk.
Et andet eksempel er den store vokalforskydning i engelsk, hvilket er grunden til at stavning af engelske vokaler ikke stemmer fuldt overens med deres udtale. Vokalforskydningen bragte den allerede-etablerede ortografi ud af synkronisering med udtalen. En anden kilde til lydforandring er erosionen af ord efterhånden som udtale bliver gradvist mere uklar og ord bliver forkortet, og udelader stavelser eller lyde. Denne type forandring fik det latinske mea domina ("min frue") til at blive det franske madame og senere det amerikansk-engelske ma'am. På dansk ses samme type forandring i hvordan ordet Hvad i daglig tale ofte er blevet kortet ned til Hva'
Der sker også ændringer i sprogs grammatik, efterhånden som diskursmønstre såsom idiomer eller bestemte konstruktioner bliver grammatikaliserede. Dette sker ofte når ord eller morfemer eroderer og det grammatiske system ubevidst omarrangeres for at kompensere for det tabte element. For eksempel er det afsluttende /s/ eroderet væk i nogle varianter af caribisk spansk. Siden standardspansk anvender et afsluttende /s/ i det morfem der markerer andenpersonsubjektet "du" i udsagnsord, er de caribiske varienter nu nødt til at udtrykke andenperson ved at anvende stedordet tú. Dette betyder at sætningen "hvad hedder du?" er ¿como te llamas? [ˈkomo te ˈjamas] på standardspansk, men [ˈkomo ˈtu te ˈjama] på caribisk spansk. Denne simple lydforandring har påvirket både morfologi og syntaks. En anden udbredt årsag til grammatisk forandring er den gradvise forstening af idiomer til nye grammatiske former, såsom hvordan den engelske konstruktion "going to" (bogstaveligt "går til", men normalt brugt som "vil") mistede sit bevægelsesaspekt, og på nogle varianter af engelsk næsten er blevet til en fuldstændig fremtidstempus (såsom I'm gonna).
Sprogændring kan være motiveret af "sproginterne" faktorer, såsom ændringer i udtale, der er motiveret af at nogle lyde er svære at producere eller skelne fonetisk, eller gennem ændringsmønstre, der forårsager at nogle sjældne konstruktionstyper flyder i retning af mere udbredte typer. Blandt andre årsager til sprogændringer er samfundsmæssige årsager, såsom når bestemte udtaler bliver karakteristiske for medlemskab af bestemte grupperinger, såsom samfundsklasser, eller med ideologier, og derfor kan tages i brug af de, som ønsker at identificere sig med de grupper eller idéer. På denne måde kan identitet og politik have støre effekter på et sprogs struktur.

#### Kontakt
En vigtig kilde til sprogændringer er kontakt og den resulterende diffusion af lingvistiske egenskaber mellem sprog. Sprogkontakt finder sted når talere af to eller flere sprog eller varieteter interagerer regelmæssigt. Flersprogethed har sandsynligvis været normen igennem menneskets historie, og de fleste mennesker i den moderne verden er flersproglige. Før etno-nationalstaten blev et begreb, var enkeltsprogethed hovedsageligt karakteristisk for befolkninger, der beboede små øer, men efter nationalismen gjorde idéen om 'et folk, en stat, et sprog' til et ønskeligt politisk projekt, begyndte enkeltsprogethed at sprede sig i verden. Til trods for dette er der i dag omkring 250 lande og omkring 6000 sprog, hvilket betyder at de fleste lande er flersprogede og de fleste sprog derfor eksisterer i tæt kontakt med andre sprog.
Når talere af forskellige sprog mødes ofte forårsager det typisk at deres sprog begynder at påvirke hinanden. Ved vedvarende kontakt over lange perioder begynder lingvistiske egenskaber typisk at diffundere mellem sprogene, og sprog der tilhører en forskellige sprogfamilier kan konvergere og blive mere ens. På områder hvor mange sprog er i tæt kontakt kan dette føre til dannelsen af sprogforbund, hvori urelaterede sprog deler et antal lingvistiske egenskaber. Der kendes til flere sådanne sprogforbund, heriblandt et balkansk sprogforbund, et mesoamerikansk sprogforbund og et etiopisk sprogforbund. Større områder såsom Sydasien, Europa og Sydøstasien er også somme tider blevet betragtet som sprogforbund på grund af den udbredte diffusion af specifikke områdetræk.
Sprogkontakt kan også føre til en række andre lingvistiske fænomener, heriblandt sprogkonvergens, låneord og releksificering. Et eksempel er hvordan en række engelske ord, såsom "fuck" eller "casual", i nyere tid er blevet en integreret del af det danske sprog.
I situationer med ekstrem og vedvarende sprogkontakt kan dette føre til dannelsen af helt nye blandede sprog, der ikke kan betragtes som tilhørende en specifik sprogfamilie. En type blandede sprog er såkaldte pidginsprog, der opstår når voksne talere af to forskellige sprog interagerer regelmæssigt, men i en situation hvor ingen af grupperne lærer at tale den anden gruppes sprog flydende. I sådanne tilfælde vil de ofte konstruere en kommunikationsform, der har egenskaber fra begge sprog, men som har en simplificeret grammatisk og fonologisk struktur. Dette hybridsprog kommer således til hovedsageligt at indeholde de grammatiske og fonologiske kategorier, der eksisterer på begge sprog. Pidginsprog er kendetegnet ved kun at kunne være andetsprog, da de kun tales af folk, som har et andet sprog som modersmål. Hvis et pidginsprog ender med at blive et talefællesskabs hovedsprog, og eventuelle børn dermed vil vokse op med pidginsproget som deres modersmål, vil pidginsproget begynde at ændre sin struktur og opnå en større kompleksitetsgrad. Denne type sprog kaldes ikke længere pidginsprog, men derimod kreolsprog. Et eksempel på et blandet sprog er tok pisin, det officielle sprog i Papua Ny Guinea, som oprindeligt opstod som et pidginsprog baseret på engelsk og austronesiske sprog; andre eksempler er kreyòl ayisyen, det franskbaserede kreolsprog, der tales i Haiti, og michif, et canadisk blandet sprog, der er baseret på indiansk cree og fransk.

## Sproglig mangfoldighed
| Sprog       | Indfødte talere (millioner) |
| ----------- | --------------------------- |
| Mandarin    | 848                         |
| Spansk      | 329                         |
| Engelsk     | 328                         |
| Portugisisk | 250                         |
| Arabisk     | 221                         |
| Hindi       | 182                         |
| Bengali     | 181                         |
| Russisk     | 144                         |
| Japansk     | 122                         |
| Javanesisk  | 84,3                        |

SIL Ethnologue definerer et "levende sprog" som "et, som har mindst en taler for hvem det er deres modersmål". Det præcise antal kendte levende sprog varierer fra 6.000 til 7.000 afhængig af den præcise definition af "sprog" og i særdeleshed hvordan man defuberer skelnen mellem sprog og dialekt. Pr.  2016 har Ethnologue katalogiseret 7.097 levende menneskesprog. Ethnologue etablerer lingvistiske grupper baseret på studier af gensidig forståelighed og inkluderer derfor ofte flere kategorier end mere konservative klassifikationsmåder. For eksempel er dansk klassificeret som to adskilte sprog (dansk og jysk) af Ethnologue.
Ifølge Ethnologue er der 389 sprog (næsten 6%) som har mere end en million talere på verdensplan. Disse sprog står tilsammen for 94% af verdens befolkning, og omvendt tales 94% af verdens sprog af kun 6% af verdens befolkning.

### Sprog og dialekter
Der findes ikke nogen klar adskillelse mellem et sprog og en dialekt, andet end en kendt aforisme tilskrevet lingvisten Max Weinreich om at "et sprog er en dialekt med en hær og en flåde". For eksempel tilsidesætter nationale grænser ofte lingvistiske forskelle når det kommer til at afgøre hvorvidt to sprogvarianter er forskellige sprog eller dialekter. Hakka, kantonesisk og mandarin er for eksempel alle klassificerede som "dialekter" af kinesisk, selvom de er mere forskellige fra hinanden end f.eks. svensk er fra norsk. Før den jugoslaviske borgerkrig blev serbokroatisk generelt betragtet som et enkelt sprog med to normative varienter, men af sociopolitiske årsager betragtes kroatisk og serbisk nu ofte som separate sprog og anvender forskellige skriftsystemer. Skelnen mellem sprog og dialekt kan således ofte i lige så høj grad afgøres af politiske overvejelser som af kulturelle forskelle, særlige skriftsystemer eller grad af gensidig forståelse.

### Verdens sprogfamilier
Verdens sprog kan grupperes i sprogfamilier bestående af sprog, der kan vises at have fælles ophav. Lingvister anerkender flere hundrede sprogfamilier, selvom nogle af dem muligvis kan grupperes i større enheder efterhånden som, der udføres dybdegående studier og større evidens bliver tilgængeligt. På nuværende tidspunkt findes der dusinvis af isolerede sprog: sprog, der ikke kan påvises at være i familie med nogle andre sprog i verden. Blandt dem er baskisk, talt i Baskerlandet i Europa, zuni i New Mexico, Purépecha i Mexico, ainu i Japan, burushaski i Pakistan og mange andre.
Den at verdens sprogfamilier, der har flest talere er de indoeuropæiske sprog, som tales af 46% af verdens befolkning. Denne familie omfatter store verdenssprog såsom engelsk, spansk, fransk, tysk, russisk og hindustani (Hindi/Urdu), såvel som i øvrigt dansk. Den indoeuropæiske familie blev udbredt under de eurasiske folkevandringsbølger (ca. 400–800 e.Kr.),[kilde mangler] og sidenhen i kolonitiden, hvor europæiske nybyggere gav indoeuropæiske sprog en politisk og ofte numerisk dominerende position i Amerika og en stor del af Afrika. De sinotibetanske sprog tales af 20% af verdens befolkning, og omfatter mange af Østasiens sprog, heriblandt hakka, mandarinkinesisk, kantonesisk og hundredvis af mindre sprog.
Afrika er hjem en et stort antal sprogfamilier, hvoraf den største er Niger-Congo-sprogfamilien, der omfatter sprog såsom swahili, shona og yoruba. Talere af Niger-Congo-sprog udgør 6,9% af verdens befolkning. Et lignende antal mennesker taler de afroasiatiske sprog, som omfatter de mangfoldige semitiske sprog såsom arabisk, hebraisk og de sprog, der tales i Sahararegionen såsom berbisk og hausa.
De austronesiske sprog tales af 5,5% af verdens befolkning og strækker sig fra Madagaskar til det maritime Sydøstasien og videre til Oceanien. De omfatter sprog såsom malagassisk, Māori, samoansk og mange indfødte sprog i Indonesien og på Taiwan (sidstnævnte kaldet formosanske sprog). De austronesiske sprog menes at stamme fra Taiwan omkring 3000 f.Kr. hvorefter de har spredt sig gennem den oceaniske region fra ø til ø gennem avanceret maritim teknologi.[kilde mangler] Blandt andre store sprogfamilier er dravidiske sprog i Sydasien, der blandt andre omfatter kannada, tamil og telugu, de tyrkiske sprog fra Centralasien (såsom tyrkisk), de austroasiatiske sprog (heriblandt khmer) og tai-kadai sprogene (heriblandt thai) som begge stammer fra Sydøstasien.
I de områder af verden, der har størst sproglig mangfoldighed, såsom Amerika, Papua Ny Guinea, Vestafrika og Sydasien, tales der hundredvis af mindre sprogfamilier. Disse områder står tilsammen for størstedelen af verdens sprog, omend ikke størstedelen af dens talere. I Amerika er nogle af de største sprogfamilier quechumara, arawaksprog og tupí-guaraní-sprog i Sydamerika, maya-, uto-aztetiske og otomangueanske sprog i Mesoamerika og na-dené, irokesiske og algonkinsprog i Nordamerika. I Austrralien tilhører de fleste indfødte sprog den pamanyunganske sprogfamilie, mens der på Ny Guinea tales et stort antal mindre sprogfamilier og isolerede sprog, såvel som et antal austronesiske sprog.

### Truede sprog
Truede sprog er sprog, der er i fare for at holde op med at blive anvendte efterhånden som deres talere dør eller skifter til at tale andre sprog. Sprogtab sker når et sprog ikke har flere indfødte talere og bliver et dødt sprog. Hvis sproget når til et punkt hvor ingen taler det overhovedet bliver det et udryddet sprog. Selvom mange sprog er blevet udryddet i løbet af menneskehedens historie så er de forsvundet i et accelereret tempo i det 20. og 21. århundrede som resultat af globalisering og nykolonialisme, hvor de økonomisk magtfulde sprog dominerer andre, mindre sprog.
På verdensplan dominerer de bredt talte sprog typisk de sjældnere talte sprog, hvilket medfører at de sidstnævnte med tiden helt forsvinder fra befolkningen. Af de anslået mellem 6.000 og 7.000 talte sprog i verden Pr.  2010 vurderes det at mellem 50–90% vil være udryddet i år 2100. De 20 mest talte sprog i verden, som hvert tales af mere end 50 millioner mennesker, tales af 50% af verdens befolkning, mens mange andre sprog tales af mindre fællesskaber, hvoraf de fleste har mindre end 10.000 talere.
UNESCO anvender fem niveauer til at beskrive hvor udrydningstruet et sprog er: "sikkert", "sårbart" (tales ikke af børn udenfor hjemmet), "afgjort truet" (tales ikke af børn), "alvorligt truet" (tales kun af den ældste generation) og "kritisk truet" (tales af få medlemmer af den ældste generation, ofte semitalere). Hvis man ser bort fra argumenter om at verden ville være bedre stillet hvis alle anvendte et enkelt lingua franca, såsom engelsk eller esperanto, så er der konsensus om at sprogtab skader verdens kulturelle mangfoldighed. Det er en udbredt holdning, og en der kan spores tilbage til det bibelske narrativ om Babelstårnet i det gamle testamente, at sproglig mangfoldighed medfører politiske konflikter, men dette modbevises af det faktum at mange af verdens store voldelige konflikter har fundet sted i situationer med lav sproglig mangfoldighed, såsom de jugoslaviske og amerikanske borgerkrige, eller folkemordet i Rwanda, hvorimod de fleste stabile politiske enheder har haft det tilfælles at de har været stærkt flersproglige.
En minoritet af lingvister har argumenteret for at sprogtab er en naturlig proces, der ikke bør forhindres, og at truede sprog primært bør dokumenteres for eftertiden, og ikke reddes. Til trods for dette findes der flere projekter, der har til mål at forhindre eller forsinke sprogtab ved at revitalisere truede sprog og støtte uddannelse og læsefærdigheder på minoritetssprog. Verden over har mange lande indført specifik lovgivning for at beskytte og stabilisere indfødte talefællesskaber.

### Kommentarer
1. ↑  Gorillaen Koko anvendte angiveligt op til 1000 ord i ASL og har kunnet forstå 2000 engelske ord. Der hersker tvivl om hvorvidt hendes brug af tegn er baseret på kompleks forståelse eller simpel betingning.[31]
2. ↑  "Funktionel grammatik analyserer grammatisk struktur, og det samme gør formel og strukturel grammatik; men den analyuserer også hele den kommunikative situation: formålet med talebegivenheden, dens deltagere, dens diskursive kontekst. Funktionalister fastholder, at den kommunikative situation motiverer, begrænser, forklarer eller på anden vis afgør grammatisk struktur, og at en strukturel eller formel tilgang ikke blot er begrænset til en kunstigt afgrænset base af data, men er utilstrækkelig selv som en strukturel udlægning. Funktionel grammatik adskiller sig derfor fra formel og strukturel grammatik ved ikke at foregive at modellere, men at forklare; og forklaringen er funderet i den kommunikative situation".[52]
3. ↑  Formanter er amplitudetoppe i en specifik lyds frekvensspektrum.[61][62]
4. ↑  Ord som 'den' og 'det' er på dansk unikke idet de både kan fungere som stedord og kendeord - sådan som det ses i forskellen mellem "Han elskede den bil" (kendeord) og "Han kørte ofte rundt i den" (stedord)
5. ↑  Stjernepræfikset * indikerer normalt at en sætning er ugrammatisk, dvs. syntaktisk forkert.[91]
6. ↑  Ethnologues tal stammer fra før 1995. Et nyere tal er 420 millioner.[130]